# Henri Jacques Nompar de Caumont
Pour les autres membres de la famille, voir Famille de Caumont.
Henri Jacques Nompar de Caumont, duc de Caumont et pair de France (1698), puis 5e duc de La Force (1699), né le 5 mars 1675, mort le 20 juillet 1726, est un homme politique français. Sous la Régence, en 1716, il devient vice-président du conseil de finances. En 1718, il entre au conseil de Régence. Il est un fervent défenseur du système de Law.
Il est poursuivi en 1721 pour fait de monopole par la corporation des épiciers et apothicaires. Son procès, qui excite les passions, est une des grandes affaires de la Régence. Pour les observateurs, le délit de monopole n'est pas constitué. Le procès leur apparaît surtout comme une vengeance du Parlement de Paris envers le duc. La Force serait en outre une victime expiatoire offerte au public, après la fuite de Law.

## Biographie

### Famille
Son père est Jacques Nompar II de Caumont (en) (1632-1699), 4e duc de La Force, « le seul grand seigneur […] resté protestant », persécuté pour sa religion. Ayant trois filles d'un premier lit, Jacques épouse en secondes noces en 1673 Suzanne de Beringhen, fervente calviniste. Le couple a trois garçons et quatre filles.
L'aîné, Henri Jacques Nompar, naît au château de La Force, en Périgord, le 5 mars 1675. Nompar, son troisième prénom, signifie « non pair ». Il rappelle les trois léopards figurant sur les armes des Caumont. Le troisième fut ajouté au XIIe siècle, pour commémorer l'exploit d'un ancêtre qui avait combattu seul deux Sarrasins. Nompar fut d'abord un surnom, puis devint un prénom de famille.
Trois mois après la révocation de l'édit de Nantes, en janvier 1686, sur ordre de Louis XIV, les enfants de Jacques de Caumont et de Suzanne de Beringhen sont enlevés à leurs parents. Henri et ses deux frères sont placés chez les jésuites du collège de Louis le Grand, où, dès le mois de mars, ils doivent abjurer.

### Mariage et duché-pairie
Le 18 juin 1698, Henri épouse Anne-Marie de Beuzelin, fille unique, « extrêmement riche », de Jean Beuzelin, seigneur de Bosmelet, baron d'Auffay, conseiller du Roi en ses conseil d'État et privé, président à mortier au Parlement de Normandie, et de Renée Bouthillier de Chavigny. Son grand-père, Léon Bouthillier, comte de Chavigny, fut secrétaire d'État aux affaires étrangères du roi Louis XIII.
Elle meurt à Paris, paroisse Saint-Sulpice, le 16 novembre 1752. Son château de Bosmelet passe après elle par succession à la famille Thomas du Fossé, liée au jansénisme.
Jacques de Caumont se démet de son duché-pairie en faveur de ce mariage. Il continue d'être appelé « duc de La Force », tandis qu'Henri devient pair de France avec le titre d'attente de « duc de Caumont ». Lorsque son père meurt le 14 avril 1699,, Henri prend le nom de La Force. Il est le 5e duc de La Force, comte de Mussidan, marquis de Fauillet, Agmé, Taillebourg, Born des Champs, baron de Castelnaud, de Caumont, de Tonneins, Samazan, Boësse, Cugnac, Roquepine, Maduran et La Boulaie, seigneur de la prévôté et du domaine de Bergerac et autres lieux.

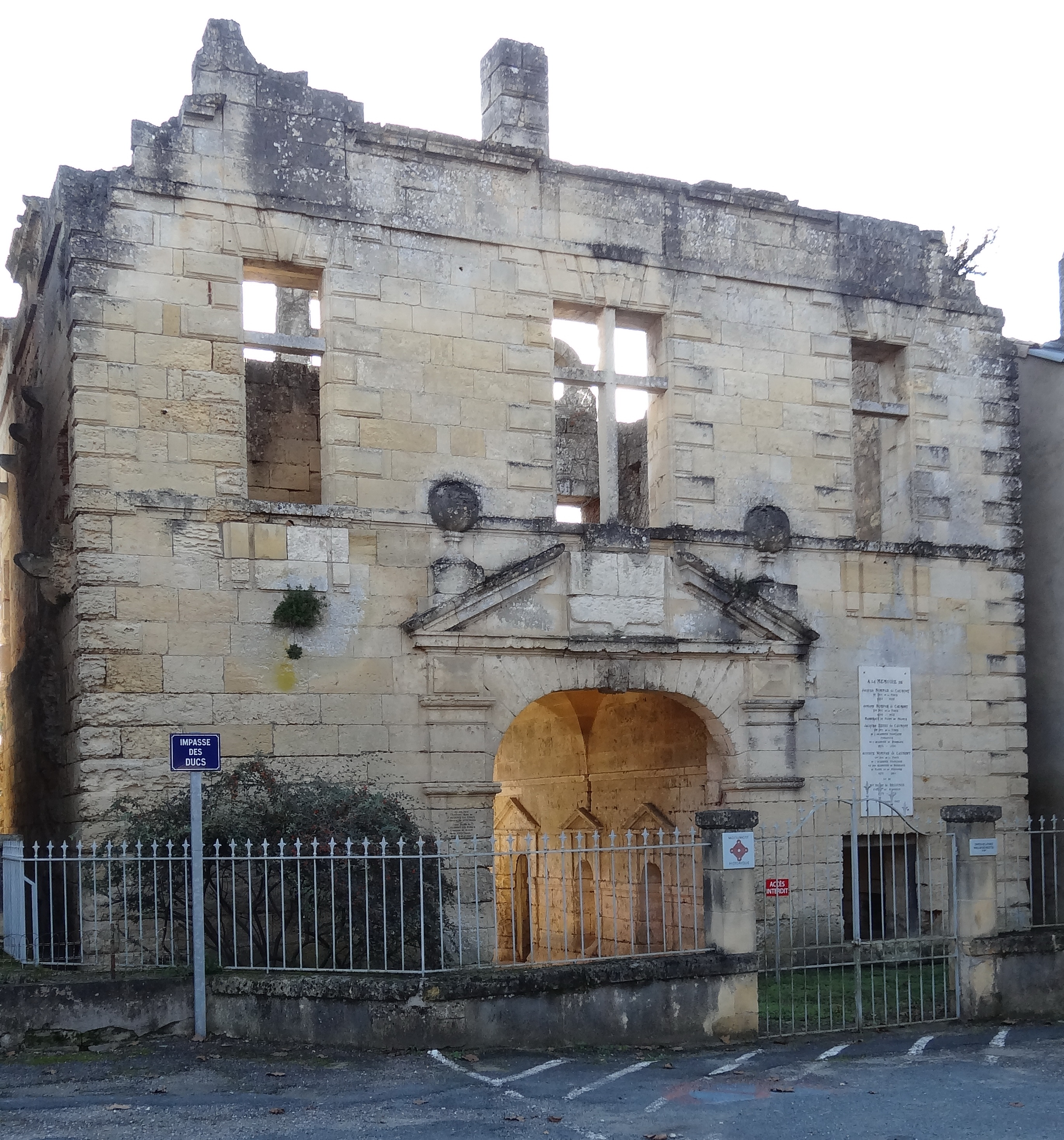
Vestiges du château de La Force.

En mai, sa mère, qui refuse d'abjurer, est contrainte de s'exiler en Angleterre. La princesse palatine accuse le duc d'avoir « laissé presque mourir de faim sa pauvre mère ».

### Persécuteur des réformés
La Force se montre un converti zélé. Il donne de fortes sommes pour le traitement de missionnaires œuvrant à convertir les calvinistes. Il paie des pensions à des convertis. Il accueille dans son château de La Force des missions de conversion, notamment celles de Daniel de Francheville, l'évêque de Périgueux. En 1701, selon Isaac de Larrey, il se livre à des atrocités sur les réformés près de Bergerac, en Saintonge et en Guyenne. La Palatine confirme : « Il a horriblement persécuté les pauvres réformés, ce qui lui fit obtenir une pension, avec l'appui du père La Chaise et de la Maintenon. » Saint-Simon confirme également : La Force a, dit-il, persécuté les protestants et en a « su tirer parti du feu roi ».
Il est colonel du régiment de Beauce,. Il sert en Picardie. Il sollicite la charge de capitaine des gardes de corps du roi, et celle de gouverneur de Guyenne. Il ne les obtient pas. En 1705, durant la guerre de Succession d'Espagne, il est colonel du régiment d'infanterie de Caumont La Force,. Il sert en Alsace.

### Bel esprit
Une Académie royale des lettres, sciences et arts est créée à Bordeaux le 5 septembre 1712. Elle choisit La Force comme protecteur. Il en est aussi le bienfaiteur.
Le 4 mars 1714, il achète rue Taranne, à Paris, l'hôtel de Selvois, où naquit en 1675 le mémorialiste Saint-Simon.
Il est reçu dans le cercle restreint des chevaliers de l'ordre de la Mouche à miel. Il participe aux salons littéraires et aux Grandes Nuits de Sceaux que donne la duchesse du Maine en son château de Sceaux (1714-1715). C'est ainsi que le 8 septembre 1714 il préside la huitième Nuit, qui, selon Adolphe Jullien, « ne fut pas des plus brillantes ». Il a lui-même écrit le premier des quatre intermèdes, une poésie mise en musique par Nicolas Bernier, Minerve et les hiboux, « qui n'avait rien de récréatif ».
Il est élu à l’Académie française le 19 janvier 1715, au fauteuil 7, en remplacement de Fabio Brulart de Sillery, évêque de Soissons. Dans son discours de réception, le 28 janvier, La Force rappelle qu'il ne saurait être regardé comme un écrivain : c'est en tant que fondateur de l'Académie de Bordeaux qu'il est admis.
« De tout temps attaché aux jésuites à l'occasion de sa conversion », et surtout pour plaire au roi et tenter de l'approcher, il est résolument du parti des défenseurs de la bulle Unigenitus. Il va le rester sous la Régence, où la bulle va susciter à nouveau de violentes querelles.
Louis XIV meurt le 1er septembre 1715. Le lendemain, au Parlement de Paris, son testament est abrogé. Mais Philippe d'Orléans s'enlise dangereusement dans une dispute sur le codicille avec le duc du Maine. La Force, par l'intermédiaire de Saint-Simon, le conseille avec beaucoup d'à-propos sur la conduite à tenir. Le duc d'Orléans suit le conseil. Le codicille est abrogé. Philippe, devenu régent, tient tout le pouvoir.
Le 23 décembre 1718, La Force est reçu comme membre honoraire de l'Académie royale des sciences.

### Implication dans les désordres financiers

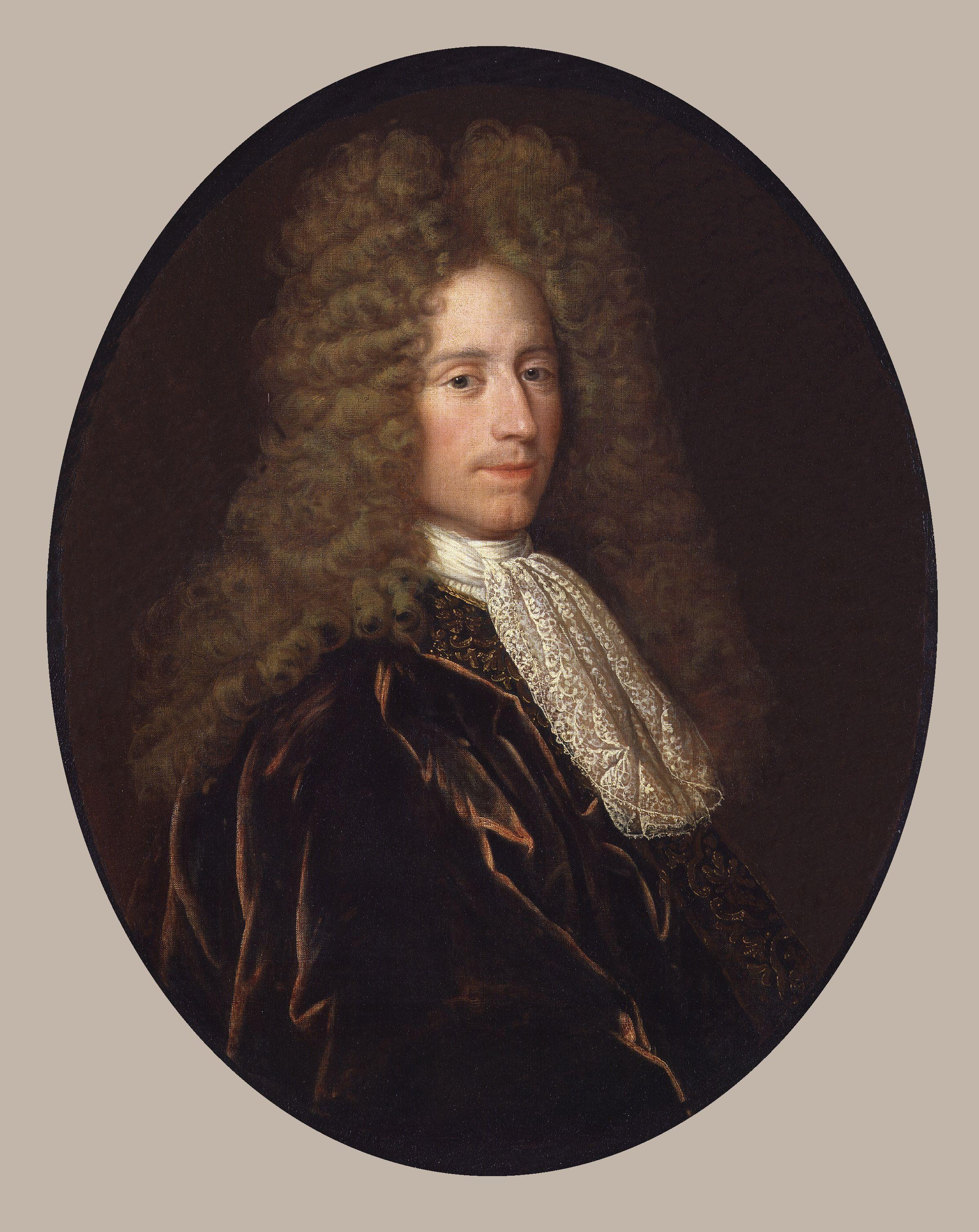
John Law.

Le 2 mai 1716, Law met en place son système en créant une banque privée, la Banque générale. En octobre 1716, en remplacement du marquis d'Effiat, La Force entre au Conseil de finances, mis en place depuis un an par le Régent dans le cadre de la polysynodie. Comme Effiat, il en est le vice-président, d'abord sans attributions, avant d'en recevoir en décembre 1717. Comme il est favorable aux réformes de Law, le Régent cherche à donner du poids à La Force au sein du Conseil de finances, pour contrecarrer le duc de Noailles, opposé aux projets de Law. En janvier 1718, lorsque le duc de Noailles, démissionne, La Force devient président du Conseil de finances et du Conseil de commerce.
Mais il s'agit selon Saint-Simon, d'un « vain nom » : le Conseil de finances continue en théorie d'exister, mais il n'a plus de conseil que le nom, le département des finances étant contrôlé par d'Argenson et Law.
Le 22 août 1718, La Force entre au Conseil de Régence. Il est un fervent défenseur du système de Law. Selon Léon Lecestre, il approuve l'émission excessive de papier-monnaie de la Banque générale et d'actions de la compagnie du Mississippi ; il approuve en août 1719 l'attribution à la Compagnie perpétuelle des Indes de la perception des impôts indirects ; il approuve le 5 janvier 1720 la nomination de Law comme contrôleur général des finances.Le Conseil de finances est alors formellement supprimé. Lorsque Law cherche à sauver son système, La Force approuve tous ses expédients, qui vont ruiner une grande partie de la population.

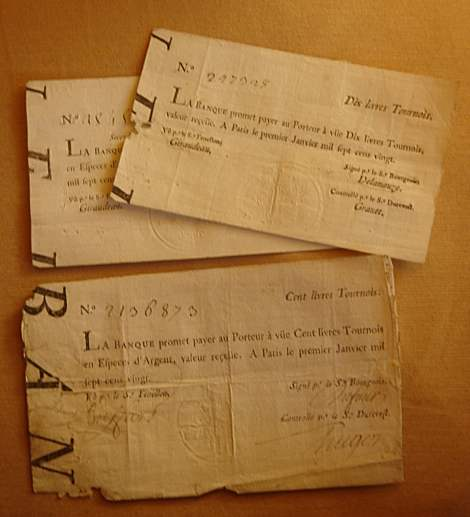
Derniers billets émis par la Banque royale, en 1720.

La Force possède un grand nombre de billets de la Banque royale (nouveau nom de la Banque générale). Quand les initiés, au premier rang desquels le prince de Conti, sentent que le vent de la déroute va souffler, ils cherchent par tous les moyens à convertir leurs billets. C'est ainsi que La Force et Conti se trouvent en rivalité à propos de l'achat d'une terre. La Force, qui vient de conclure le marché, refuse de la céder au prince. Celui-ci lui en garde une vive rancune,. En juin 1720, le bruit court que La Force, « commis des vivres » de l'armée des agioteurs, fait du monopole de cire à brûler. Le bruit court aussi qu'il a gagné plus de 40 millions de livres grâce à la Banque royale.
En juillet 1720, le Régent veut punir le Parlement de Paris de sa résistance aux mesures de Law. Il veut l'exiler à Pontoise. La Force appuie fermement cette idée. Le Parlement reste à Pontoise jusqu'en décembre. Il va, lui aussi, garder rancune à La Force.
Le 1er novembre 1720, les billets de la Banque royale sont suspendus. Le 14 décembre, Law s'enfuit. On commence à liquider son système.
En décembre 1720 et début janvier 1721, le bruit court que des grands seigneurs ont profité des opérations malhonnêtes de la Banque royale pour s'enrichir au détriment du public. Les princes du sang et La Force sont les plus fortement soupçonnés. La Force ferait du commerce clandestin. La rumeur est si insistante que, le 10 janvier, il en est réduit à écrire au Régent pour se justifier.

### Le dépôt des Grands-Augustins

#### La saisie
La puissante corporation des épiciers et apothicaires de Paris localise un dépôt clandestin, au couvent des Grands-Augustins : les religieux y louent quelques locaux et une partie de leur ancienne bibliothèque. À la suite d'une requête de la corporation, une perquisition y a lieu le 3 février 1721. On découvre des marchandises diverses : 36 caisses de thé (quatre tonnes), une caisse de sucre Candy, 20 balles de galanga, 19 balles de mirobolan, deux tonneaux d'esquine, 786 pains de toutenague, des caisses de feuilles de paravents de Chine et 5 300 pièces de porcelaine.

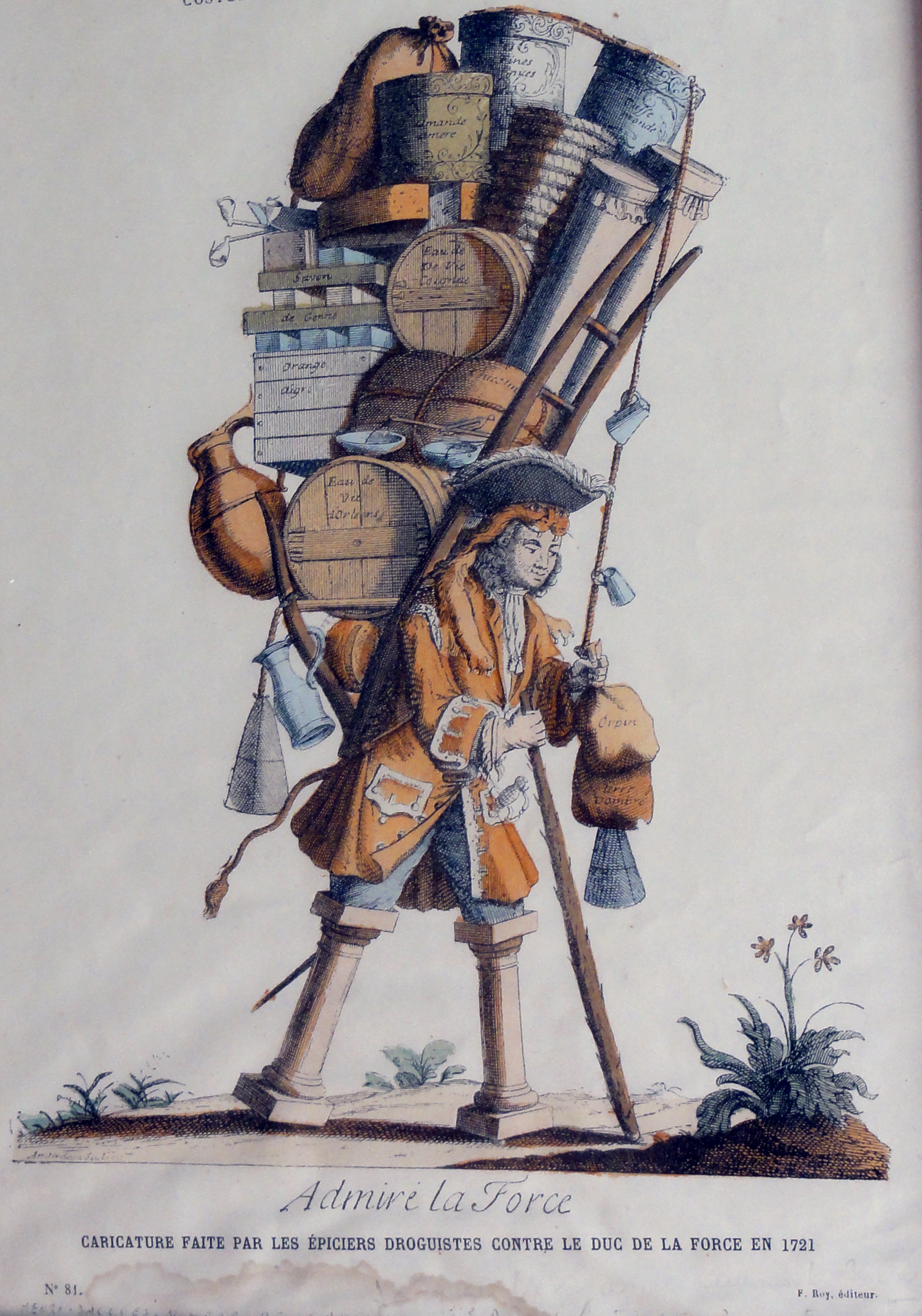
Caricature de La Force mise en vente quelques jours après la saisie. Les colonnes symbolisent les titres et grands emplois qui font de La Force un soutien de l'État.

Ces marchandises, rapportées de Chine par le navire Comte de Toulouse, ont été débarquées à Saint-Malo. L'armateur, César-Pierre Landais de Soisel, chevalier de l'ordre de Saint-Michel, les a vendues pour 157 500 livres — par l'intermédiaire de Pierre Duparc et de Pierre Bernard — au mercier Charles Orient, qui les a entreposées au couvent. Or, l'intermédiaire Bernard est intendant et secrétaire de La Force. Quatre charrettes transportant une partie de ces marchandises auraient même été adressées au nom du duc. Duparc, Bernard et Orient sont soupçonnés de n'être que des prête-noms de La Force. La Force étant duc et pair, le lieutenant de police Taschereau de Baudry transmet l'affaire au Parlement de Paris le 8 février.
La Force est poursuivi pour fait de « monopole au détriment du commerce public ». Pourtant, les marchandises saisies — des produits de luxe — ne sont ni de première nécessité ni en quantité suffisante pour que l'on puisse parler de monopole et d'accaparement. Mais la rumeur gonfle l'importance du dépôt, jusqu'à l'évaluer à un, deux, dix ou douze millions de livres. Le scandale est retentissant. Quelques jours après la saisie, une gravure représente La Force en crocheteur lourdement chargé.

#### Le procès
Saint-Simon affirme que c'est le prince de Conti qui excite contre La Force le président du Parlement, Jean-Antoine de Mesmes. Celui-ci, en tout cas, est « charmé » d'avoir à juger un duc et pair du parti des « bonnetiers », et de pouvoir se venger de l'exil à Pontoise.
Le 12 juillet 1721, le Parlement rend son arrêt. Les marchandises sont confisquées. Les accusés Landais, Duparc, Bernard et Orient sont condamnés à des amendes et au versement d'indemnités. Quant à La Force, il est tenu d'en user « avec plus de circonspection et de se comporter à l'avenir d'une manière irréprochable et telle qu'il convient à sa naissance et à sa dignité de pair de France ». La phrase, dit Mathieu Marais, « est et demeurera à perpétuité dans l'arrêt pour sa honte et le déshonneur de sa maison ». L'arrêt du Parlement est imprimé. Le fascicule n'est pas mis en vente, mais les épiciers veillent à le distribuer.

#### Avis sur le procès
« Vous demanderez, dit la Palatine, pourquoi le duc seul est puni, lorsqu'il y a bien d'autres seigneurs qui ont agi comme lui : la raison est que les autres ont été plus adroits que lui, et qu'ils ont opéré en secret, de sorte qu'on ne peut les connaître. Son malheur est un châtiment de la main de Dieu, qui le punit d'avoir horriblement persécuté les pauvres réformés. » Elle avance qu'« il n'est pas permis non seulement à un duc et pair, mais même à un gentilhomme, de se faire marchand ».
En juriste, Mathieu Marais rectifie. Il fait d'abord observer qu'on ne peut parler de monopole puisque les marchandises amassées ne sont pas nécessaires à la vie. Par ailleurs, un gentilhomme a le droit de vendre, mais en gros. Quand bien même La Force aurait vendu au détail, ce n'est pas une matière criminelle. « Il semble, dit Marais, qu'il y a dans tout ceci une procédure irrégulière qui cache quelque vengeance secrète. »
Edmond Jean François Barbier, avocat au Parlement comme Marais, ne se prononce pas sur la culpabilité de La Force. Mais il admet que la haine du Parlement à son égard a joué dans la décision, « à une époque, précise Adolphe de Lescure, où le Parlement était plus un corps politique que judiciaire ».
Lescure rappelle par ailleurs que le comportement de La Force dans le système de Law l'exposait à la rancune du public et à cette injustice. La Force serait la victime expiatoire « de ces rancunes aveugles que la fuite de Law laissait sans vengeance ».
En diverses occasions, Charles Pinot Duclos fait part de ses doutes aux « meilleurs juges du duc de La Force » : « Ils m'ont fait entendre, le plus obscurément qu'ils ont pu, que si l'accusé leur eût été moins odieux, et mieux voulu du public, il aurait été moins coupable. »
« Il se souviendra, dit Marais, d'avoir opiné à la relégation de Pontoise. Les Compagnies ont de longues vengeances… »
Pour Pierre-Gustave Brunet, « La chose ne méritait pas tant de bruit, et le déchaînement contre le duc était inique. Le Parlement et le public, irrités contre Law qui avait pris la fuite, s'acharnèrent contre un des confidents du célèbre Écossais. On érigea en crime de monopole la conversion faite très légitimement par le duc de La Force de ses billets de banque en marchandises d'épicerie. Ce procès causa autant de bruit par la ridicule injustice du fond que par les obstacles dont les privilèges de la pairie embarrassèrent sa poursuite. »
Si l'affaire provoque une vive émotion à l'époque, elle n'apparaît en 1925 à Léon Lecestre « que comme un épisode assez mince, grossi outre mesure par les passions politiques et par le ressentiment excusable des victimes du Système ».

### Dernières années
Le Régent n'autorise pas La Force à revenir au conseil de Régence. Le duc, dit Montesquieu, passe les dernières années de sa vie « dans une espèce de retraite ».
La Régence prend fin officiellement en février 1723. En août, La Force voit mourir coup sur coup deux de ses ennemis : le cardinal Dubois et le président de Mesmes. Il juge le moment propice pour demander une révision de son procès à Philippe d'Orléans, devenu principal ministre. Le 16 octobre, un arrêt du Conseil ordonne que toutes les pièces du procès soient transmises au secrétaire d'État Maurepas. Mais, le 2 décembre, la mort subite de Philippe d'Orléans ruine les espoirs de La Force : c'est en effet l'un des ennemis de La Force, le duc de Bourbon, qui succède au duc d'Orléans.
Henri Jacques Nompar de Caumont meurt à Paris le 20 juillet 1726. Il a eu quatre filles, disparues en bas âge. Son frère puîné, François Nompar, est mort en 1702. C'est donc le plus jeune de ses deux frères, Armand Nompar II (1679-1761), qui devient le 6e duc de La Force. Le 25 août, Montesquieu prononce l'éloge funèbre de son ami devant l'Académie de Bordeaux. Il ne tarit pas de louanges et, lorsqu'il aborde l'épisode du système de Law, il se montre bien plus indulgent qu'il ne l'a été dans les Lettres persanes. La dépouille d'Henri de Caumont est ramenée en Périgord.

## Portrait
En 1703, il est ainsi décrit dans Caractères […] de la cour de France : « N'est pas mal pris dans sa taille qui est petite et fine. Le visage n'a rien que de commun […] Comme son esprit n'avait pas été goûté à la cour, il a eu l'adresse de se confiner dans ses terres, où il s'adonne tout entier à montrer son zèle pour le catholicisme par une espèces de dragonnade… »
« Il avait beaucoup d'esprit, dit Saint-Simon ; il était fort instruit ; il était fort duc et pair, et très incapable de gauchir. »
En 1863, Adolphe de Lescure en fait un portrait plus sévère : « Le duc de La Force, persécuteur du protestantisme qu'il avait abjuré, fils ingrat, fourbe courtisan, bel esprit plagiaire, agioteur rapace, est le premier qui ait appris au peuple le mépris des grands. La Régence, à ce point de vue, serait pour beaucoup dans la Révolution. »
Son portrait par François de Troy, provenant des collections du château de Bosmelet, passe en vente le 1er juin 2021 à Drouot, où il est prémpté par le Musée des Beaux-Arts de Rouen. Il rejoint dans ce musée le portrait de son épouse, peint en 1714 par le même François de Troy.

## Famille
De son union avec Anne-Marie de Beuzelin, il a :
- Marie Jeanne Antonine (1699-1699) ;
- mademoiselle de La Force (1700-1704) ;
- mademoiselle de Caumont (1701-1702) ;
- mademoiselle de Tonneins (1702-1704)[73].

À l'époque de son procès, « il n'habite point avec sa femme ».